# La Vie, la vie
La Vie, la vie est une série télévisée québécoise en 39 épisodes de 22 minutes, créée par Stéphane Bourguignon, réalisée par Patrice Sauvé et diffusée entre le 8 janvier 2001 et le 15 avril 2002 à la Télévision de Radio-Canada.

## Synopsis
La Vie, la vie raconte l’histoire de cinq adultes, drôles, intelligents et sexy, unis par les liens sacrés de l’amitié, qui tentent ensemble d’améliorer leurs vies amoureuses et professionnelles.
Simon, 32 ans, partage sa vie depuis quatre ans avec Marie, 34 ans. Ils essaient fort de faire un enfant entre les heures supplémentaires du premier et les dépressions passagères de la seconde; et, quand ils n’ont pas à courir à la rescousse de Vincent, 30 ans, aux prises avec un problème chronique de solitude amoureuse ou de Claire, 29 ans, qui cherche une façon de « dresser » son amant. Il y a aussi Jacques, 38 ans, le grand frère gay de Marie qui gère un bar café où toute la bande se réunit le plus souvent possible.

## Distribution

### Acteurs principaux
- Patrick Labbé : Simon
- Julie McClemens : Marie
- Normand Daneau : Vincent
- Vincent Graton : Jacques
- Macha Limonchik : Claire

### Acteurs secondaires
- Diane Lavallée : Ariane
- Normand D'Amour : Arnaud
- Michel Laperrière : Dallaire
- Françoise Graton : Cécile, mère de Jacques et Marie
- Francis Reddy : lui-même
- Pierre Gendron : Gilbert
- Dorothée Berryman : Gisèle, mère de Simon
- Francis Martineau : Marc
- Alan Fawcett : Hartwood
- Stéphanie Morgenstern : Jennifer
- Benoît Girard : Langevin
- Josée Guindon : Louise
- Benoît Gouin : Mari d'Ariane
- Stéphane Archambault : Max
- Paul Savoie : père de Claire
- Lise Roy : rédactrice en chef
- Patrice Godin : Théo
- Raymond Cloutier : Yvon, père de Simon
- Suzanne Clément : Valérie
- Hélène Florent : Directrice

## Fiche technique
- Auteur : Stéphane Bourguignon
- Réalisateur : Patrice Sauvé
- Productrice déléguée : Josée Vallée
- Producteur associé : André Béraud
- Producteurs : Nicole Robert et Jacques Blain
- Musique : Luc Sicard
- Société de production : Cirrus Communications et Lux Films

## Épisodes
Épisode 1 - Je désire…

On rencontre les personnages principaux de la série : Claire se dispute avec son amoureux ; Jacques est troublé lorsque son ex le relance ; Marie ovule alors que tout le monde est réuni chez elle et Simon pour célébrer les 30 ans de Vincent.
Épisode 2 - Dodo, boulot, boulot

Accaparés par leur travail, Simon et Marie ne trouvent plus le temps de se voir ; Claire cherche des anecdotes pour un article sur le sexe dans le milieu du travail ; Vincent pioche sur un scénario qu’il veut soumettre à un concours.
Épisode 3 - La Confiance

Claire donne un coup de main à Jacques au bar ; Vincent revoit Louise et se remémore les échecs amoureux de son passé ; Marie fait payer Simon pour avoir regardé une autre fille.
Épisode 4 - Qui tient la laisse ?

Muté sans préavis, Simon confronte son patron ; Claire en a marre de l’attitude de Max ; Vincent tente d’enseigner à Antonio le b-a ba du rôle de chien.
Épisode 5 - De quoi je me mêle ?

Vincent se prépare à recevoir Louise pour souper et tout le monde s’en mêle ; Tout le monde est catastrophé lorsque Jacques reprend avec son ex ; Claire essaie de séduire un dentiste recommandé par Marie.
Épisode 6 - La Combinaison gagnante

Jacques pense faire appel à une agence de rencontres ; Simon tombe des nues quand il apprend que tout n’est pas rose entre ses parents ; Vincent et Louise ont des problèmes au lit.
Épisode 7 - Le Mort

Toute la bande visite la mère de Marie et Jacques. Marie apprend que son père a déjà eu une maîtresse ; Jacques confronte sa mère sur le sujet ; Vincent et Louise se perdent en chemin ; Claire se sent de trop... avec raison.
Épisode 8 - La Perfection

Vincent et Louise c’est fini et tous se rallient pour le réconforter. Simon est sonné lorsque son père lui demande de l’aider à trouver un appartement ; Claire doit écrire un article sur la perfection.
Épisode 9 - Le Secret

Gros lendemain de veille pour Claire et Vincent où elle lui demande de garder secrète leur histoire d’un soir…. Mais ça le chicote ; Simon préfère refuser une promotion, par peur du succès, sans en discuter avec Marie ; Jacques invite tout le monde à visionner des vidéos de dates potentielles.
Épisode 10 - Une pharmacie la nuit

Marie veut passer un test de grossesse en pleine nuit ; Claire demande à Vincent de participer à un spécial célibataires ; Jacques se réjouit à l’idée d’être mononcle.
Épisode 11 - La Fidélité

Claire rompt définitivement avec Max ; L’arrivée impromptue de l’ex de Jacques gâche son rendez-vous avec un candidat de l’agence de rencontres ; Marie et Simon tentent de passer une soirée en amoureux… avec Vincent.
Épisode 12 - Être ou ne pas être... aidé

Jacques se demande s’il doit reprendre son ex ; Rien ne va plus quand Marie tente de régler la séparation de la nièce de son patron ; Claire découvre qu’elle ne vit plus seule…
Épisode 13 - RISK

Simon débute dans ses nouvelles fonctions et constate qu’il y aura un prix à payer pour cette promotion ; Vincent est approché par un producteur de film ; Marie ne se sent pas bien…
Épisode 14 - Quelques pronostics

Vincent essaie de vendre son idée de film à ses nouveaux producteurs ; Claire retrouve Francis Reddy, un ami d’enfance bien différent des hommes qu’elle a l’habitude de fréquenter ; Simon se demande pourquoi la transformation de son bureau en chambre de bébé le chicote autant.
Épisode 15 - Montréal vendredi soir

Claire tente un exploit : passer un vendredi soir seule ; Jacques n’est pas chaud à l’idée d’assister au coming out de Gilbert ; Marie et Simon regardent un vidéo intitulé le grand miracle.
Épisode 16 - Convictions profondes

Simon, maintenant directeur du développement, reçoit l’ordre de saquer Marc, son collègue et ami ; Dallaire rejette l’idée de film de Vincent et lui impose une collaboration avec le comptable ; Jacques se demande s’il aurait le courage d’embrasser son chum en public.
Épisode 17 - Réalité ou fiction

Claire prépare un nouvel article : est-ce que le cinéma influence notre façon de voir la vie ? ; Vincent travaille sur son scénario et délire jusqu’à ce que la réalité dépasse la fiction ; Simon et Marie visitent un nouvel appartement dans lequel Marie entend comme une sorte d’appel.
Épisode 18 - L’Âge ingrat

Vincent regrette d’avoir couché avec sa productrice ; tout le monde se charge de rappeler à Jacques qu’il va bientôt avoir 40 ans. Pardon, 39 ans… ; Marie va bien. Trop bien.
Épisode 19 - Une petite place

Marie repousse de plus en plus Simon ; Gilbert est vexé lorsque Jacques lui cache ses soucis financiers ; Vincent, pas très à l’aise dans le rôle de l’amant de service, confronte Ariane.
Épisode 20 - L’Épisode où Claire se trouve un amoureux

C’est l’épisode où Claire se trouve un amoureux.
Épisode 21 - 33 fois le mot sexe, plus un baiser

Marie commence à penser que Simon et elle sont devenus des amis ; Claire se demande s’il est normal que Théo et elle ne se soient pas encore embrassés ; Comme Ariane songe à quitter son mari, elle demande à Vincent si ses intentions sont sérieuses…
Épisode 22 - Anatomie d’une mauvaise journée

Vincent est suivi par le mari d’Ariane ; Max resurgit dans la vie de Claire au plus mauvais moment ; Marie commence à remettre en question ses choix professionnels ; le patron de Simon est en pleine paranoïa ; le bar est de plus en plus vide et pourtant on dirait que Jacques garde le moral.
Épisode 23 - La Nuit debout

Suite de l'épisode 22. Théo révèle enfin sa vraie nature… ; Ariane quitte définitivement son mari ; Simon découvre que la paranoïa de son patron était fondée ; Gilbert vole à la rescousse de Jacques.
Épisode 24 - Le Prix à payer

Ariane et Vincent, Gilbert et Jacques, et Claire et Théo passent le plus clair de leur temps au lit tandis que Marie se sent de plus en plus négligée par Simon (qui travaille sur tout sauf sur elle). Un revenant apparaît à la toute fin…
Épisode 25 - La Fille de son père

Claire fait tout pour éviter son père ; Marie hésite à accepter une promotion alors que ses moments avec Simon, qui remplace Hartwood en convalescence, sont déjà si rares ; Gilbert propose des idées hip pour relancer le bar.
Épisode 26 - La Dernière Tentation

Consécration ultime, Simon se fait offrir le poste d’Hartwood ; Le père de Claire vient faire ses adieux ; l’article de Claire sauvera-t-il le bar de Jacques et Gilbert ? ; tout va pour le mieux entre Vincent et Ariane. Mais qui sait ce qui nous attend au prochain coin de rue ?
Épisode 27 - La vie est belle

Tout va pour le mieux dans le meilleur des mondes. Le ciel est bleu et les petits oiseaux chantent. Pas de quoi faire une émission de télé ! Mais qu’est-ce que c’est, au juste, le bonheur ? Un concours de circonstances ? Une simple accalmie ? Un équilibre fragile qu’un rien peut faire basculer ? Voyons voir…
Épisode 28 - Le premier jour du reste de ma vie

Qui va réaliser le film de Vincent ? Alors que les réalisateurs se suivent, le pauvre angoisse de plus en plus ; Claire obtient ENFIN un contrat à la hauteur de son talent… mais n’est pas plus heureuse ; Marie et Jacques, piliers de bar d’un jour, suivent avec envie les rebondissements professionnels de tous les autres.
Épisode 29 - Projet clef en main

Rien de pire que la routine, que l’impression que sa vie est toute tracée d’avance. Parlez-en au frère et à la sœur. Marie veut-elle être notaire pour encore 20 ans (4600 jours !) ? ; Jacques veut-il acheter un appartement avec Gilbert et filer comme ça, sans surprise, jusqu’au jour de sa mort ?
Épisode 30 - 150 degrés à l’ombre

Canicule. Marie et Simon passent la journée à la maison histoire de faire l’amour, de manger des sundae, de fumer un joint... Ah oui, j’oubliais, et de décider de quitter le notariat ; Jacques, en pleine poussée de fièvre, est visité par des spectres ; Et Vincent prend conscience que sa vie amoureuse est basée sur le cinéma. Puis l’orage éclate…
Épisode 31 - Le Vertige

Marie aura-t-elle le courage de jeter 10 ans de carrière en remettant sa démission ? ; Vincent se demande si on peut aimer deux filles en même temps. Et c’est pas juste une question de même en passant… ; Claire est certaine que ses articles seront refusés, elle veut réécrire, et réécrire, et réécrire. Mais Super Théo est là pour l’en empêcher.
Épisode 32 - La Passion selon St-Vincent

Toujours aussi torturé amoureusement et professionnellement, Vincent se demande maintenant s’il est possible d’aimer trois filles à la fois. Des témoignages à la caméra, faits par les autres membres de la bande, viendront nous aider à mieux connaître ce fascinant spécimen d’homo angoissus.
Épisode 33 - Une femme

Qui suis-je ? Où vais-je ? Marie, sans emploi et donc sans définition sociale, s’interroge sur ce qu’elle est devenue : je me revois quand j’étais petite pis y me semble que je me suis perdue en quelque part. Va-t-elle se retrouver ?
Épisode 34 - Moments choisis

Par petites tranches de vie, par petits instants volés, voyons comment Vincent et Ariane courent vers la séparation ; comment Jacques et Gilbert réagissent à l’imminence d’emménager ensemble ; comment Claire vit le succès et la possibilité d’être séparée de Théo.
Épisode 35 - Simon le Viking

Professionnellement Simon a tout fait pour se convaincre qu’il était capable de se contenter de peu. Aujourd’hui, la frustration et le manque de challenge le rattrapent. Il renaît de ses cendres, plus ambitieux que jamais, et part à la conquête du monde.
Épisode 36 - Toute bonne chose a une fin

Vincent ne veut plus réaliser son long métrage, Ariane arrivera-t-elle à le convaincre de poursuivre leur collaboration malgré leur séparation ? Jacques, quant à lui, commence à avoir des soupçons sur la fidélité de Gilbert. Sans parler de ses inquiétudes par rapport à la santé de sa mère.
Épisode 37 - La Vie la vie

C'est Jacques qui réagit le plus étrangement au décès de Cécile : malgré les efforts de Marie, il s’enferme dans une sorte de mutisme. Pour tous les autres, c’est un peu comme si la vie s’arrêtait momentanément… Que faudra-t-il pour qu’elle reprenne son cours ?
Épisode 38 - Le Test

Que répondre à une jolie fille qui veut coucher avec vous dans le but de faire un test ? C’est ce que se demande Vincent ; Simon, embourbé dans des problèmes d’argent, fait face au défi de sa vie ; Théo part aujourd’hui pour six mois, Claire et lui arriveront-ils à traverser cette épreuve ?
Épisode 39 - Rentrer à la maison

Un début, un milieu et une fin. Tout ce qui vient au monde finit par disparaître. C'est comme une respiration. Voyons sur quel souffle nous laisserons Simon, Marie, Claire, Vincent et Jacques.

## Récompenses
2001
- Prix Gémeaux de la meilleure réalisation pour une série dramatique
- Prix Gémeaux du meilleur texte pour une série dramatique
- Prix Gémeaux : Meilleur montage pour une dramatique
- Prix Gémeaux : Meilleure musique originale pour une dramatique ou un documentaire

2002
- Prix Gémeaux de la meilleure série dramatique
- Prix Gémeaux du meilleur premier rôle féminin dans une série ou émission dramatique pour Julie McClemens
- Prix Gémeaux du meilleur rôle de soutien masculin dans une série ou émission dramatique pour Michel Laperrière
- Prix Gémeaux de la meilleure réalisation pour une série dramatique
- Prix Gémeaux du meilleur texte pour une série dramatique
- Prix Gémeaux : Meilleure direction photo pour une dramatique
- Prix Gémeaux : Meilleur montage pour une dramatique
- Prix Gémeaux du meilleur son pour une dramatique
- Prix Gémeaux : Meilleure musique originale pour une dramatique
- Prix Gémeaux : Meilleur thème musical pour toutes catégories

## DVD
Le coffret de 6 DVD des 39 épisodes est sorti le 26 novembre 2002 présenté par Christal Films.